# The Saifam Group
 (mai 2024).
The Saifam Group, également appelé SAIFAM et stylisé Saifam, est un label discographique italien de musique électronique, basé à Vérone.

## Histoire
Le label est fondé par Mauro Farina (alias Mark Farina) et Giuliano Crivellente, un duo de producteurs qui a produit plus de 1 000 titres. En 1981, ils fondent le Factory Sound Studio et The Saifam Group. Ils sont reconnus dans la hi-NRG, genre dans lequel ils obtiennent leurs premiers disques d'or, en grande partie grâce aux traductions localisées de leurs chansons sur le marché asiatique.
Au début des années 1990, leurs succès incluent What's Up de DJ Miko, Moments in Soul de JT and the Big Family, et Venus de Don Pablo's Animals, qui sont entrés dans les charts européens et américains. Depuis le milieu des années 1990, grâce à la naissance de la division Arsenic Sound de leur société, d'autres hits sont produits, comme le Zombie Nation Remix qui entre dans les charts officiels en Europe, en Amérique et en Asie. C'est peut-être en 1998 qu'ils connaissent leur plus grand succès international avec le morceau de dance Free du duo féminin Bacon Popper,.
Les années 2000 voient la sortie de La Follia de DJ Frederik, ainsi que des disques de hip-hop italien de Club Dogo, Mondo Marcio et Fabri Fibra dans le palmarès national italien des ventes de musique indépendante. En 2007, le titre Cream de Federico Franchi entre dans plusieurs classements internationaux, se vendant à plus de 100 000 exemplaires. En 2008 et 2009, le titre Kraze de Pitbull (avec SAIFAM comme coéditeur notamment) est entré dans les charts américains, vendant plus de 600 000 exemplaires (physiques et téléchargements) et Simone Farina avec le groupe Desaparecidos produit les morceaux Ibiza et Fiesta loca qui entrent dans plusieurs charts internationaux et se sont vendus chacun à plus de 100 000 exemplaires. En 2013, Deep in Love de Tom Boxer est certifié disque de platine en Italie.
En 2022, le label acquiert le catalogue Musiza qui comprend des chansons de Nannini, Branduardi et PFM. En 2023, le label réédite Ilona Staller, l'album éponyme de Cicciolina et signe le groupe Luigi Maria Brescia. En janvier 2024, le label accueille son nouveau PDG, Roberto Mancinelli.